# 孔卡-代马里尼
孔卡-代马里尼（義大利語：Conca dei Marini）是意大利南部坎帕尼亚大区萨莱诺省阿马尔菲海岸的一个市镇。总面积1.13平方公里，人口682人（2017年），人口密度734.0人/平方公里（2009年）。ISTAT代码为065044。

## 图片

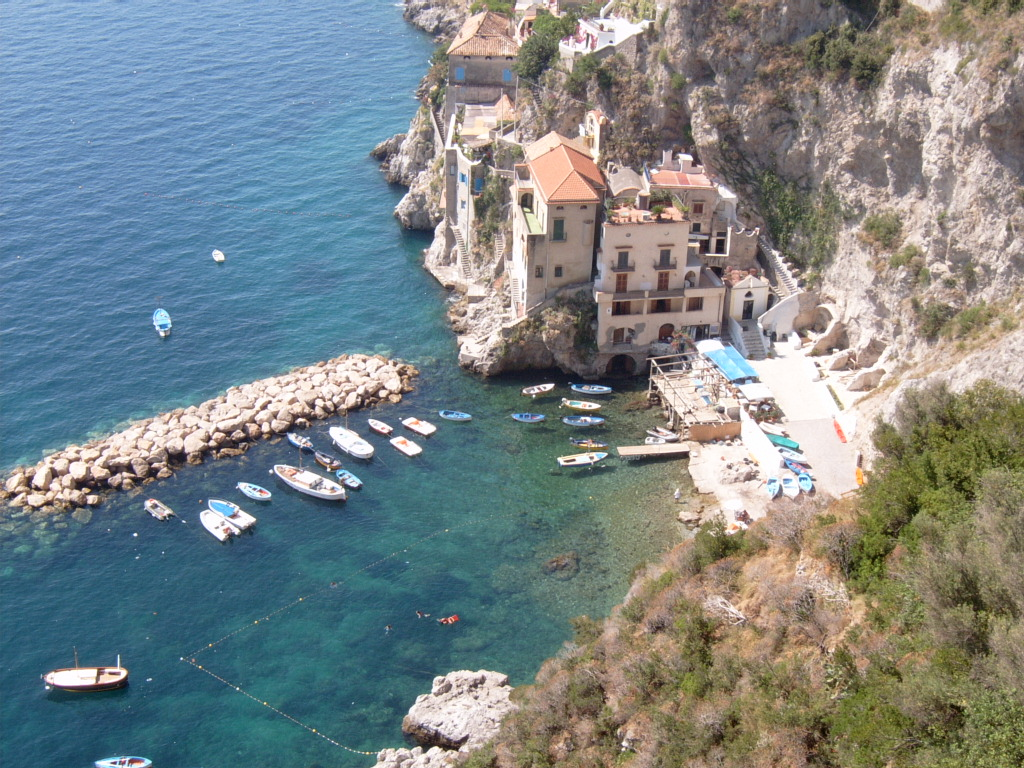
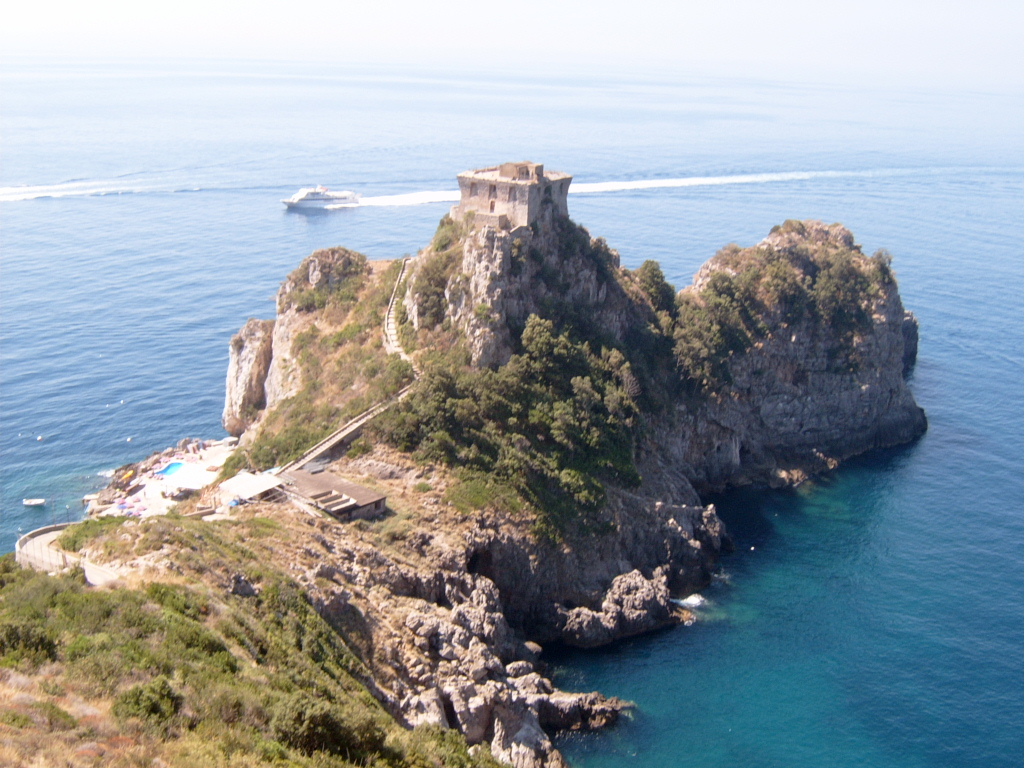
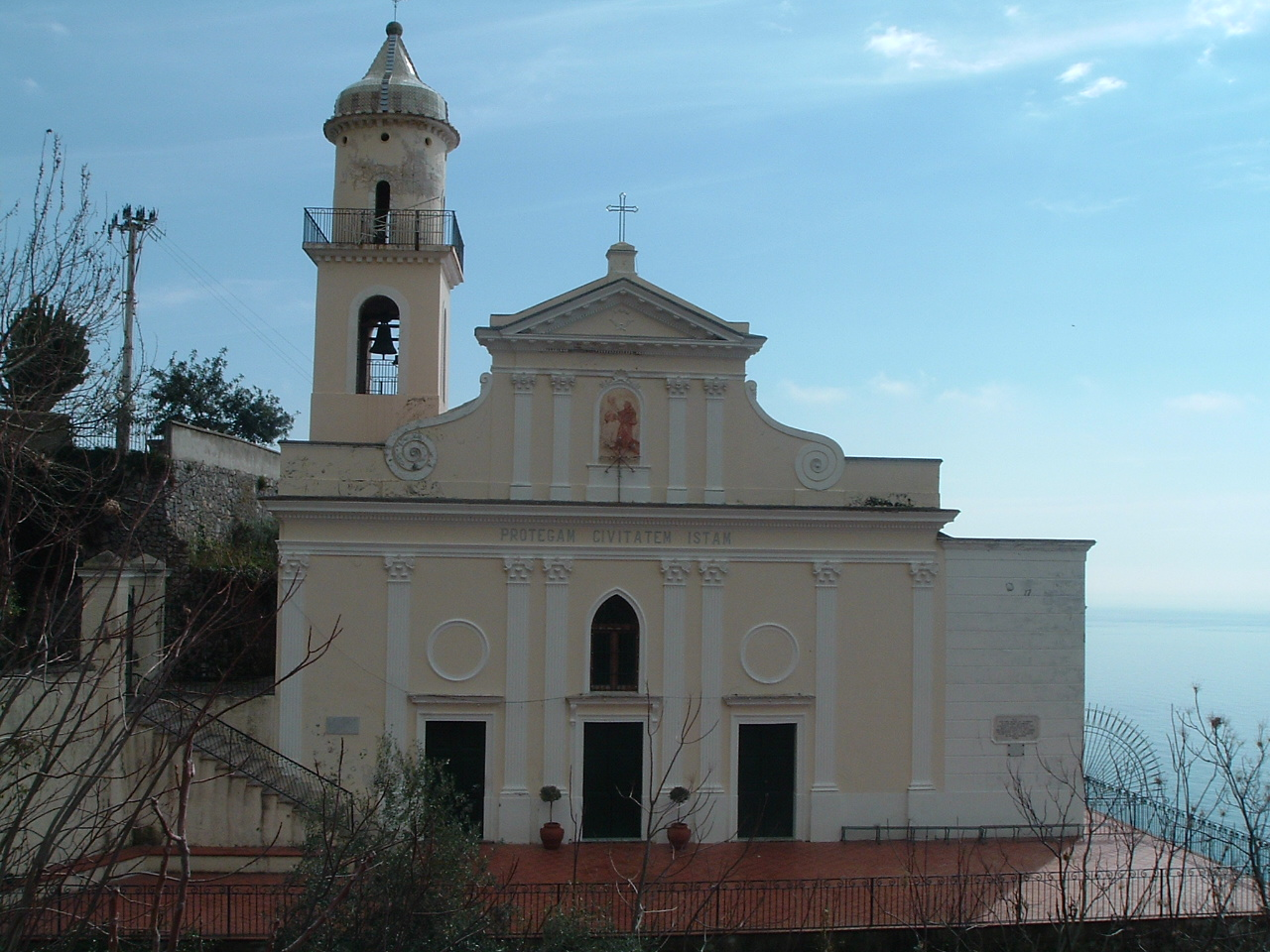
施洗约翰教堂